# Oblast Armenië
De oblast Armenië (Russisch: Армянская область; Armjanskaja Oblast, Armeens: Հայկական մարզ) was een oblast in het keizerrijk Rusland. Het bestond van 1826 tot 1840. De oblast kwam voort uit het kanaat Jerevan en het kanaat Nachitsjevan. Het gebied van de oblast werd door het keizerrijk Rusland verkregen na het Verdrag van Turkmenchai dat een einde maakte aan de Russisch-Perzische Oorlog van 1826 tot 1828. Ivan Paskevitsj was de hoogste bestuurder van de oblast. De hoofdstad was Jerevan.
In 1840 werd de oblast onderdeel van het gouvernement Georgië-Imeretië, dat in 1846 werd gesplitst in kleinere bestuurlijke eenheden. Het gebied van de oblast ging op in het gouvernement Tiflis. In 1849 werd het gouvernement Jerevan opgericht waar de gebieden van de voormalige kanaten Jerevan en Nachitsjevan in opgingen.